# Zaro
Zaro (en francés: Çaro; en euskera: Zaro), oficialmente Caro, es una comuna francesa situada en el departamento de Pirineos Atlánticos, en la región de Nueva Aquitania.

## Toponimia
Se trata de un topónimo de origen vasco, procedente bien de zarho (prado) o de zara (matorral, monte bajo) + -o (sufijo antiguo, de significado desconocido). Su pronunciación tradicional vasca es /s̻aɾo/, si bien por influencia del francés recientemente es más común la forma /saʁo/ tanto en euskera como en francés.
La grafía más frecuente de este topónimo ha sido en todos los idiomas con ç-, por influencia del francés, aunque desde el establecimiento de normas ortográficas en euskera, esta lengua lo ha sustituido por z-. En francés, dado que es un nombre propio, la primera letra siempre debe ir escrita en mayúsculas, y dado que no es necesario incluir los acentos en las mayúsculas en este idioma, la forma oficial del topónimo a todos los efectos es Caro. Localmente, sin embargo, se utiliza en francés Çaro, para recalcar que el primer fonema es /s/ y no /k/.
El gentilicio es zaroarra, aplicable para masculino y femenino, procedente del euskera.

## Demografía
| Gráfica de evolución demográfica de Çaro entre 1800 y 2020 |
|                                                            |

Fuentes: Ldh/EHESS/Cassini e INSEE.